# Rosep
Le Rosep est une petite rivière néerlandaise de la province du Brabant-Septentrional.

## Géographie
Le Rosep naît à partir d'un ruisseau canalisé près de Haghorst. Au nord de la route qui relie Moergestel à Oirschot, il traverse la réserve naturelle de Kampina, où il a conservé son cours sinueux à méandres. Au sud de Haaren, le Rosep se jette dans l'Esschestroom.